# Queequeg flavibasalis
Queequeg flavibasalis är en stekelart som först beskrevs av Tohru Uchida 1932.  Queequeg flavibasalis ingår i släktet Queequeg och familjen brokparasitsteklar. Inga underarter finns listade i Catalogue of Life.